# 杨景曾
杨景曾（?—?）字桐江，湖南武陵（今湖南常德）人，清朝政治人物。他於清乾隆元年考上进士。

## 生平
杨景曾曾于1746年接替明新任嘉定县知县一职，1750年由陈材接任。他還當過金坛知县。